# Camille Little
Marissa Camille Little (Winston-Salem, 18 gennaio 1985) è un'ex cestista e allenatrice di pallacanestro statunitense, professionista nella WNBA.

## Carriera
È stata selezionata dalle San Antonio Silver Stars al secondo giro del Draft WNBA 2007 (17ª scelta assoluta).

## Palmarès
- Campionessa WNBA (2010)
- WNBA All-Rookie First Team (2007)